# Xã Big Grove, Quận Johnson, Iowa
Xã Big Grove (tiếng Anh: Big Grove Township) là một xã thuộc quận Johnson, tiểu bang Iowa, Hoa Kỳ. Năm 2010, dân số của xã này là 3.736 người.